# Йованович, София (солдат)
София Йованович (серб. Софија Јовановић; 1895, Белград — 1979, там же) — доброволец вооружённых сил Королевства Сербии в обеих Балканских войнах и Первой мировой войне. Имела звание наредника (сержанта), награждена 13 орденами и медалями.

## Биография
Дочь мясника Йовановича, жившего в Белграде на Душановой улице. Йованович был отцом нескольких дочерей, но сожалел, что в его семье нет ни единого сына. София рано потеряла отца. Школу окончила в 1912 году, когда началась Первая Балканская война. Она явилась к представителям Народной обороны добровольцем. Представители комиссии предлагали Софии отказаться от службы или хотя бы стать медсестрой, чтобы помогать раненым, но она наотрез отказалась, настаивая, что хочет убивать турок. В конце концов, комиссия, куда входили аптекарь Карич, капитан Воислав Танкосич и майор Милан Васич (известный по прозвищу «Горный царь»), дала добро.
София стала одной из первых женщин в сербской армии. Она прошла обучение в городах Прокупле и Вранска-Баня, а её боевое крещение прошло на Црне-Чуке и Веле-Главе. София занималась вылазками за линию фронта, организацией диверсий и внезапных нападений. Её удостоили множества наград, а французские репортёры назвали её «сербской Жанной д'Арк» . В парижском Le Petit Journal в 1912 году появилась её фотография на обложке. После завершения Второй Балканской войны София отправилась работать чиновницей в дирекцию железных дорог.
Вскоре началась Первая мировая война. София вернулась в армию. В ночь с 28 на 29 июля 1914 года она приняла первый бой за Белград, отразив атаку австрийцев. В составе  Сремского добровольческого отряда она командовала первой группой сербских бойцов, которые перешли через Саву в Срем, чтобы выведать позиции противника и перерезать телефонную линию к Земуна. С Софией в атаку пошли Мирослав Голубович, Предраг Караклаич, Павле Арсенич и Миливое Лазаревич. Они взяли два сербских флага и поставили их на вышки, затем забрали оружие с боеприпасами и вернулись в Белград.
София участвовала в боях на Дрине и Колубаре. В октябре 1915 года после начала наступления Германской империи на Сербию она участвовала в боях за Белград, обороняя пространство от Ады-Циганлии до Дорчола под командованием майора Драгутина Гавриловича, после чего отступила с сербской армией в Албанию и участвовала в прорыве Салоникского фронта, а также освобождении Белграда. Во время одного из боёв она была ранена, ей ампутировали стопу, и она осталась инвалидом. Всего за войну она получила 13 наград.
В послевоенные годы София вышла замуж за сослуживца Тихомира Крсмановича и на людях практически не появлялась. Она скончалась в 1979 году и была похоронена на Новом кладбище Белграда с воинскими почестями. Правнучка Софии, актриса и режиссёр Саня Крсманович-Тасич, написала о своей прабабушке пьесу «Свидетели хлеба и крови» (серб. Приче хлеба и крви).